# The Squares
The Squares foi uma banda, descrita como "power pop trio", conhecida por ser a primeira banda do guitarrista virtuoso estadunidense Joe Satriani. Além de Satriani, outros dois - atualmente - respeitados músicos também fizeram parta da banda: Jeff Campitelli (baterias) e Andy Milton (baixo e vocais).
No auge, eles chegaram a abrir shows de Huey Lewis, Greg Kihn, Squeeze e Eddie Money.
Além disso, eles venceram um concurso de bandas, em 1982, chamado "Guitar Wars II", promovido pela radio "KMEL's New Oasis", com a música "Follow That Heart". Assim, esta canção foi incluída na coletânea "KMEL's New Oasis LP 1983".

## História
A banda foi montada em 1979, e durou até 1983, chegando a fazer sucesso em São Francisco-CA. Ela foi importante para os músicos, pois foi com ela que eles começaram a fazer contatos e amizades no meio musical.
Satriani, por exemplo, foi pinçado por Greg Kihn para sua banda, após este conhecê-lo num show do Greg Kihn que foi aberto pelo The Squares. Greg Kihn fez o seguinte comentário sobre o convite a Satriani.
A amizade de Satriani e John Cuniberti, que produziria vários de seus álbuns solo, também teve início nesta época (Cuniberti produziu o segundo demo da banda).
Sem falar no próprio Campitelli, que saiu em turnê e tocou bateria em praticamente todos os álbuns de Satriani.
Por fim, esta formação (power trio), é a que o Satriani aderiu ao longo de sua carreira.
Satriani e Andy Milton fariam back vocals em várias músicas do álbum Crowded House (de 1986), da banda Crowded House (Satriani até então só havia cantando nesta época do The Squares) Mitchell Froom, o produtor do Crowded House, conheceu os dois nesta época.
Em fevereiro de 2019, foi anunciado que um álbum da banda será lançado em abril do mesmo ano, com o título de "Best Of The Early 80's Demos".

## Membros
- Joe Satriani - guitarras, composição e back-vocals
- Jeff Campitelli - baterias e back-vocals
- Andy Milton✝ (falecido em 1999)✝ - baixo e vocais principais

## Demos
As músicas gravadas pela banda foram:
- "Follow That Heart"
- "Give It Up"
- "I Love How You Love Me"

## Discografia
- 2019 - Best Of The Early 80's Demos

### Álbum "Best Of The Early 80's Demos"
Best Of The Early 80's Demos é o primeiro álbum musical do power trio de Pop-rock The Squares, conhecido por ser a primeira banda do guitarrista virtuoso estadunidense Joe Satriani. Além dele, outros dois respeitados músicos também fizeram parta da banda: Jeff Campitelli (baterias) e Andy Milton (baixo e vocais).
Apesar de o power trio ter ficado na ativa de 1979 a 1983, o álbum só foi lançado em 12 de julho de 2019 (sob o selo "Strange Beautiful Music"), duas décadas após a morte do Andy Milton.

#### O Álbum
Ao cometar sobre o álbum, o guitarrista Joe Satriani disse que nele estão presentes "as faixas originais dos anos 80 gravadas e mixadas pelo nosso engenheiro de som John Cuniberti. Nós restauramos as gravações originais, as trouxemos para o mundo digital e, com mãos e ouvidos amorosos, John remixou o que de melhor fizemos no estúdio. Elas soam melhor do que nunca. John teve o cuidado de preservar a intenção original da banda com relação à arranjos de músicas, sons e vibrações, e em alguns casos, ideias de mixagem extremamente criativas".
Das 11 músicas presentes no álbum, destaque para a releitura da musica “I Love How You Love Me”, que foi sucesso em 1961 nas vozes da girl group estadunidense Paris Sisters.

##### Faixas
- Todas as faixas foram compostas por Neil Sheehan, Joe Satriani, Andy Milton e Jeff Campitelli, exceto "I Love How You Love Me" por Barry Mann e Larry Kolber.

| N.º            | Título                      | Duração |  |
| 1.             | "Give It Up"                | 03:07   |  |
| 2.             | "Everybody's Girl"          | 03:02   |  |
| 3.             | "B-Side Girl"               | 02:56   |  |
| 4.             | "I Need A Lot Of Love"      | 02:25   |  |
| 5.             | "Can't Take It Anymore"     | 03:40   |  |
| 6.             | "So Used Up"                | 03:02   |  |
| 7.             | "You Can Light The Way"     | 03:53   |  |
| 8.             | "Tonight"                   | 02:38   |  |
| 9.             | "Never Let It Get You Down" | 04:48   |  |
| 10.            | "Follow That Heart"         | 03:23   |  |
| 11.            | "I Love How You Love Me"    | 03:34   |  |
| Duração total: | Duração total:              | 36:28   |  |

##### Créditos Musicais
- Joe Satriani - guitarras, back-vocals.
- Jeff Campitelli - baterias e back-vocals
- Andy Milton - baixo elétrico e vocais principais